# Аргиропуло, Перикл
Перикл Аргиропуло или Периклис Аргиропулос (греч. Περικλής Αργυρόπουλος; 17 сентября 1809— 22 декабря 1860) — греческий юрист и государственный деятель.

## Биография
Родился в Константинополе 17 сентября 1809 года. Его отец был турецким послом в Берлине, потом служил старшим драгоманом в Порте. Перикл Аргиропуло в молодости был послан в Париж, где три года изучал юридические науки в Парижском университете. В 1830 году он вернулся в Грецию, где служил в течение нескольких лет адвокатом. В  1834—1836 году занимал должность вице-прокуратора в апелляционном суде в Афинах. В 1837 году стал экстраординарным, в 1850 году — ординарным профессором государственного права новооткрытого Афинского университета.
Как приверженец конституционного образа правления, он проводил свои идеи в издаваемой им газете, «Anamorphosis» (1843—1844), стараясь привить их в Греции. После занятия Афин французскими и английскими войсками, при составлении нового министерства Александром Маврокордато, зятем Перикла Аргиропуло, он был назначен 16 мая 1854 года — министром иностранных дел, потом министром финансов; вскоре ему опять вверено было министерство иностранных дел, которым он управлял до падения кабинета Маврокордато (22 сентября 1855 года). Перикл Аргиропуло вернулся в университет, а в 1859 году был избран в палату депутатом от университета.
22 декабря 1860 года скончался в результате неудачной хирургической операции.
Научное наследие Аргиропуло составляет несколько брошюр и политических сочинений.